# Hohenzollernplatz (stacja metra w Monachium)
Hohenzollernplatz – stacja metra w Monachium, na linii U2. Stacja została otwarta 18 października 1980.